# Karina Ruiz
Karina Isabel Ruiz Ruiz (Tlalnepantla de Baz, Estado de México; 7 de agosto de 1984) es una científica y activista mexicana, miembro del partido Morena. Desde el 1 de septiembre de 2024 es Senadora de la República por Lista Nacional. 

## Biografía
En su adolescencia emigró a los Estados Unidos, en donde experimentó las dificultades de la vida migrante. Beneficiaria del programa DACA, ha dedicado gran parte de su vida a la defensa de los derechos de la comunidad migrante en Estados Unidos, convirtiéndose en una figura destacada en la lucha contra políticas antiinmigrantes y en el apoyo a jóvenes.
Actualmente, se desempeña como la primera senadora migrante de la historia de la Cámara Alta, es secretaria de las comisiones de Asuntos Migratorios y de Relaciones Exteriores América del Norte, así como integrante de Economía, Asuntos de la Frontera Norte, Seguimiento a la Implementación del T-MEC, Reglamento y Prácticas Parlamentarias; Análisis, Seguimiento y Evaluación sobre la aplicación y desarrollo de la inteligencia artificial en México.
Fue directora ejecutiva de la Arizona Dream Act Coalition (ADAC), una organización que aboga por la educación superior y los derechos de la comunidad inmigrante. Bajo su liderazgo, ADAC ha impulsado iniciativas como la colegiatura a costos de residente y la protección de licencias de conducir para dreamers en Arizona. También ha facilitado que más de 600 jóvenes beneficiarios de DACA participen en programas de estudios en el extranjero a través de advance parole.
La Senadora ha colaborado con el Consulado General de México en Phoenix en talleres de derechos y apoyado a dreamers con sus aplicaciones para DACA. Ha representado a la comunidad migrante en foros internacionales como Dreamers en Movimiento en Los Ángeles, Washington D. C., Raleigh y Ciudad de México.
En 2017, tras 18 años, regresó a México gracias al programa del California- Mexico Study Center y al apoyo del profesor Armando Vázquez Ramos quien dirigía el programa, reforzando su compromiso con la colaboración binacional en temas de educación e integración social. Asimismo fue reconocida como Leader of Change por USA Today.